# عزلة جبل معود (إب)

تعديل مصدري - تعديل

عزلة جبل معود هي إحدى عزل مديرية إب في محافظة إب اليمنية ويبلغ تعداد سكانها 19762 نسمة حسب التعداد السكاني في اليمن لعام 2004.

## روابط خارجية
- الجهاز المركزي للإحصاء بالجمهورية اليمنية
- المركز الوطني للمعلومات باليمن
- الدليل الشامل